# Phytolaccaceae
Phytolaccaceae (фамилија винобојки) је фамилија дикотиледоних биљака из реда Caryophyllales. Обухвата 13–15 родова са око 65 врста. Фамилија је распрострањена у тропским и суптропским областима.

## Систематика
Фамилија винобојки дели се у три потфамилије.
потфамилија 
род 
потфамилија 
род 
род 
род 
род 
потфамилија 
род 
род 
род 
род 
род 
род 
род 
род 
род 
Родови Lophiocarpus и Microtea се често убрајају у фамилију винобојки, као потфамилија Microteoideae. Међутим, ови родови још увек имају неразјашњене филогенетске везе и тиме и систематску позицију. У скорашњим радовима род се убраја у фамилију штирева (Amaranthaceae).
Поједини родови издвојени су из фамилије винобојки у засебне фамилије: